# テンポ (インドネシアの雑誌)
『テンポ』（Tempo：オールキャップスにスタイルされる）は、もっぱらニュースと政治を扱うインドネシアの週刊誌。ゴエナワン・モハマドとユスリル・ジャリヌスによって創刊され、創刊号は1971年3月6日に発行された。
この雑誌のモットーは、「Enak Dibaca dan Perlu」（読んで楽しく、必要な）である。

## 沿革

### 新秩序時代
1994年6月21日、スハルト（1921年-2008年）大統領の新秩序 (New Order) 体制の下で、情報大臣ハルモコ（1939年–2021年）は、国家の安定に対する脅威であるとして、他のニュース雑誌『Editor』と『DeTik』とともに、『テンポ』の発行を禁じた。この発禁に対抗して、多数のジャーナリストたちが結集して独立ジャーナリスト連合 (Aliansi Jurnalis Independen) が結成された。『テンポ』の刊行は、1998年にスハルトが失脚した後、再開された。. 

### 新秩序後の時代
この雑誌は、独立した地位を保ち続け、2010年6月27日号にリークされた文書に基づいて警察の腐敗についての記事を掲載し、6人の警察幹部が数百万ドルに及ぶ銀行口座を持っており、月給がおよそ1600米ドル程度であるにもかかわらず、中には1千万米ドルを超えるものもあると報じた。
この一件に関する記事が発表される号が刊行された日の早朝、警察とつながりがあると見られた役人たちが、攻撃的な記事が掲載された号の雑誌を買い占めようと無駄な試みをした。彼らはジャカルタの中心部で3万部を買い占めたが、他の地域には影響は及ばなかったし、売り手も価格を低下の倍に釣り上げてこの需要が高い号の残部を販売した。『テンポ』は3万部を追加で増刷して供給した。一連の動きは、この問題をめぐって世間の耳目をさらに引くことになった。
数日後の7月6日、ジャカルタの中心部にあるこの雑誌の編集部が、バイクに乗った2人の黒づくめの男たちによって爆弾襲撃された。被害は軽微であったが、この襲撃は警察が関与しているものと思われた。

『テンポ』は、Tempo.co によってインターネット上でも情報を発信している。
週刊誌とは別に、『テンポ』は日刊新聞『コラン・テンポ (Koran Tempo)』を発行している。同紙は、政治経済に関して、調査報道に準じたニュースを掲載している。同紙はインドネシア語だけで刊行されているが、Tempo.co では、英語など、他の言語のバージョンも読むことができる。同紙のジャーナリズムは、インドネシアの他の日刊新聞とは異なっている。『テンポ』は、彼ら自身の言う「ストーリーの背後のストーリー」を提供している。読者に提供されるのは、最新の事件のことだけでなく、記事の続報やニュースの背後である。

## 雑誌
『テンポ』誌はインドネシア語で発行されている。2000年9月12日から、『テンポ』は英語版の刊行も始めた。

## 歴代編集長
- ゴエナワン・モハマド（英語版） (1971–1999)
- Bambang Harymurti (1999–2006)
- Toriq Hadad (2006–2010)[12]
- Wahyu Muryadi (2010–2013)
- Arif Zulkifli (2013–2020)[13]
- Wahyu Dhyatmika (2020–2021)[14]
- Setri Yasra (2021– )